# Pearl Harbor
Pearl Harbor (en hawaiano: Puʻuloa, «puerto de la perla», «agua de perlas») es un puerto natural en el interior de una laguna costera de la isla de Oahu, Hawái. Se halla 
en inmediaciones de Pearl City y al oeste de la capital del archipiélago, Honolulu. Gran parte del puerto y alrededores pertenecen a una base naval de la Armada de los Estados Unidos, donde opera el cuartel general de la Flota del Pacífico.
En su historia sobresale el día 7 de diciembre de 1941, cuando la Armada Imperial Japonesa atacó en la isla de Oahu a la Flota del Pacífico de la Armada de los Estados Unidos, acción que llevó a la entrada del país norteamericano en la Segunda Guerra Mundial.

## Historia

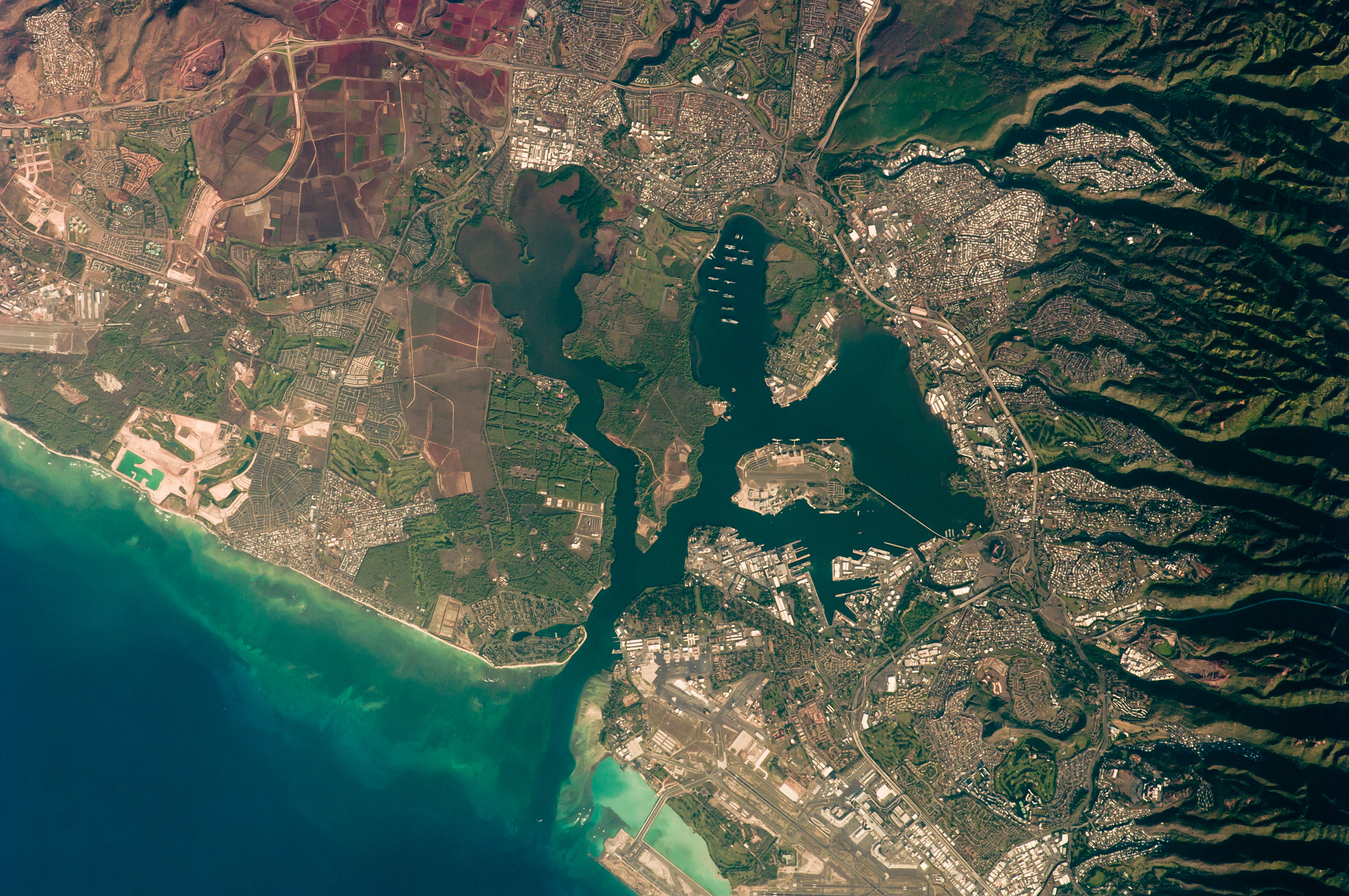
Vista de Pearl Harbor desde la Estación Espacial Internacional.

Los Estados Unidos y el Reino de Hawái firmaron un tratado de reciprocidad en 1875, completado por la convención del 6 de diciembre de 1884 y ratificado en 1887. El 20 de enero de 1887 el Senado de los Estados Unidos autorizó a su armada a alquilar Pearl Harbor como base naval. A cambio, los hawaianos obtuvieron el derecho exclusivo de exportar azúcar a los Estados Unidos sin tasas aduaneras. La guerra hispano-estadounidense de 1898 y la necesidad de los Estados Unidos de mantener una presencia permanente en el océano Pacífico condujeron a la anexión de Hawái.

### Ataque a Pearl Harbor
El ataque a Pearl Harbor fue una ofensiva militar sorpresa efectuada por la Armada Imperial Japonesa contra la base naval de los Estados Unidos en Pearl Harbor (Hawái) en la mañana del domingo 7 de diciembre de 1941. El ataque pretendía ser una acción preventiva destinada a evitar la intervención de la Flota del Pacífico de los Estados Unidos en las acciones militares que el Imperio del Japón estaba planeando realizar en el Sureste Asiático contra las posesiones ultramarinas del Reino Unido, Francia, Países Bajos y Estados Unidos. Los japoneses hicieron coincidir esta ofensiva con el ataque a las posesiones del Imperio británico en Hong Kong, Malasia y Singapur, las cuales estaban ya en su poder a mediados de febrero de 1942.
El ataque comenzó a las 7:48 a. m. hora local, y fue llevado a cabo por 353 aviones japoneses, que incluían cazas de combate, bombarderos y torpederos que despegaron de seis portaaviones. Resultaron dañados los ocho acorazados estadounidenses atracados en el puerto, y cuatro de ellos se hundieron. De estos ocho, dos fueron reflotados y cuatro reparados, por lo que seis pudieron volver a entrar en servicio más tarde, durante la guerra. El ataque japonés también hundió o dañó tres cruceros, tres destructores, un buque escuela y un minador. Los estadounidenses perdieron 188 aviones, murieron 2403 estadounidenses y otros 1178 resultaron heridos de diversa consideración. Sin embargo, los japoneses no atacaron la central eléctrica, el astillero, las instalaciones de mantenimiento, los depósitos de combustible y torpedos, los muelles de submarinos y el edificio del cuartel general y de la sección de inteligencia. Los nipones perdieron 29 aeronaves y cinco minisubmarinos, además de sufrir 65 bajas militares entre muertos y heridos. Uno de los tripulantes de los minisubmarinos, Kazuo Sakamaki, fue capturado.
El ataque conmocionó profundamente al pueblo estadounidense y llevó directamente a la entrada de los Estados Unidos en la Segunda Guerra Mundial, tanto en los teatros de guerra de Europa como del Pacífico. Al día siguiente de esta ofensiva, 8 de diciembre, Estados Unidos le declaró la guerra al Imperio del Japón. La fuerte postura de no intervención en el conflicto desapareció, mientras que la asistencia clandestina al Reino Unido se le reemplazó por una alianza plena. La Alemania nazi y la Italia fascista declararon la guerra a Estados Unidos el 11 de diciembre, en respuesta a las operaciones puestas en marcha en contra de la potencia asiática del Eje.